# Alexandra Neldel

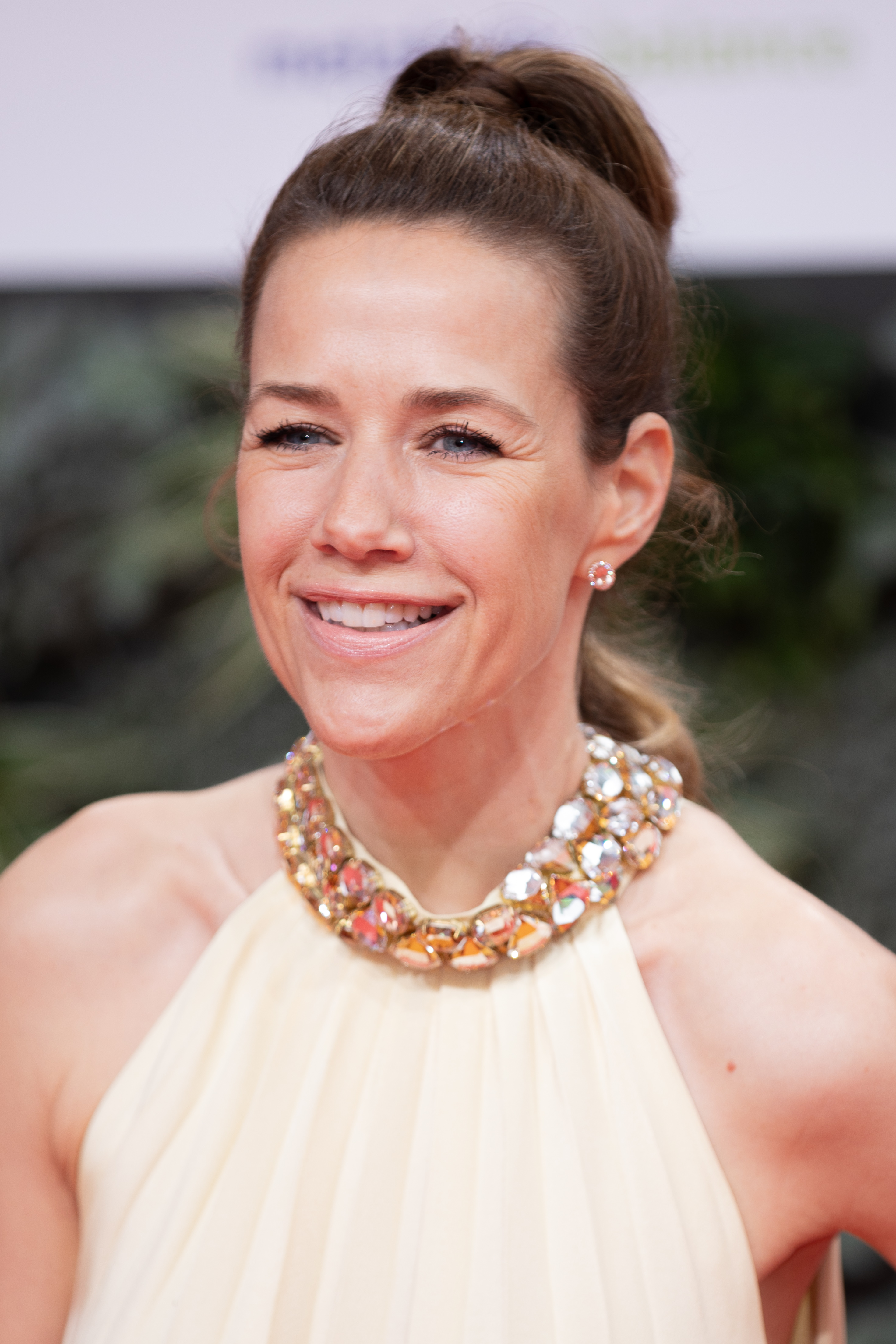
Alexandra Neldel auf dem roten Teppich des Deutschen Filmpreises 2019

Alexandra Monika Neldel (* 11. Februar 1976 in West-Berlin) ist eine deutsche Schauspielerin und Synchronsprecherin.

## Leben und Schauspielkarriere
Neldel absolvierte die Realschule in Berlin-Steglitz und machte eine Lehre als Zahnarzthelferin, nebenbei jobbte sie auch als Hostess. Bei einem Poloturnier traf sie die Chefin der Casting-Agentur der RTL-Soap Gute Zeiten, schlechte Zeiten, die sie zu Probeaufnahmen einlud. Daraufhin verkörperte sie von 1996 bis 1999 die Rolle der Katja Wettstein.
1997 gab es von Neldel eine Fotostrecke im Playboy. 2005 spielte sie neben und unter der Regie von Til Schweiger die Rolle der Janine im preisgekrönten Kinofilm Barfuss.
Ihren Durchbruch hatte sie im Jahr 2005 mit der Hauptrolle der Lisa Plenske in der Sat.1-Telenovela Verliebt in Berlin. Zum Start der Telenovela wurde die Schauspielerin mittels Perücke, Fettanzug, Zahnspange und altmodischer Brille in ein „hässliches Entlein“ verwandelt. Sie verließ die Telenovela nach der ersten Staffel, die mit einem dreistündigen Special über die Hochzeit ihrer Rolle endete. In der zweiten Staffel übernahm Tim Sander die Hauptrolle. Neldel kehrte Mitte April 2007 für einige Folgen zurück, um der Serie aus einem Quotentief zu helfen.
2008 war sie in der Krimi-Serie Unschuldig zu sehen. Für diese Rolle erhielt sie den Bayerischen Fernsehpreis.
Unter der Regie von Ute Wieland übernahm Neldel neben Friedrich von Thun, Horst Kummeth und Vadim Glowna die Hauptrolle der Erfinderin Lena Berkow im Anfang 2009 ausgestrahlten ZDF-Dreiteiler Die Rebellin, der ein Frauenschicksal von den Nachkriegsjahren bis in die 1950er Jahre schildert. 2010 übernahm sie die Titelrolle in der Bestsellerverfilmung Die Wanderhure, die am 5. Oktober 2010 Premiere feierte, wie auch Die Rache der Wanderhure, die am 28. Februar 2012 Premiere feierte. Den Film sahen mehr als 8,01 Millionen Zuschauer. Ein halbes Jahr später, am 13. November 2012, war sie erneut als Marie in Das Vermächtnis der Wanderhure zu sehen. Außerdem war Neldel 2012 in der Rolle der Melanie in Schatzritter zu sehen.
In dem Fernsehfilm Der Minister, der im März 2013 auf Sat.1 ausgestrahlt wurde, spielte Alexandra Neldel die Rolle der Viktoria von Donnersberg. Ende 2013 war sie in der Hauptrolle der Verena in dem Fernsehfilm Die verbotene Frau zu sehen, der auf dem autobiografischen Roman Die verbotene Frau: Meine Jahre mit Scheich Khalid von Dubai von Verena Wermuth basiert.
Seit Juli 2010 engagiert sich Alexandra Neldel für die internationale Hilfsorganisation Habitat for Humanity Deutschland. Sie half bereits in Kambodscha und Nepal mit weiteren Freiwilligen beim Bau von Häusern für Familien, die zuvor in Armutsbehausungen lebten.

## Filmografie

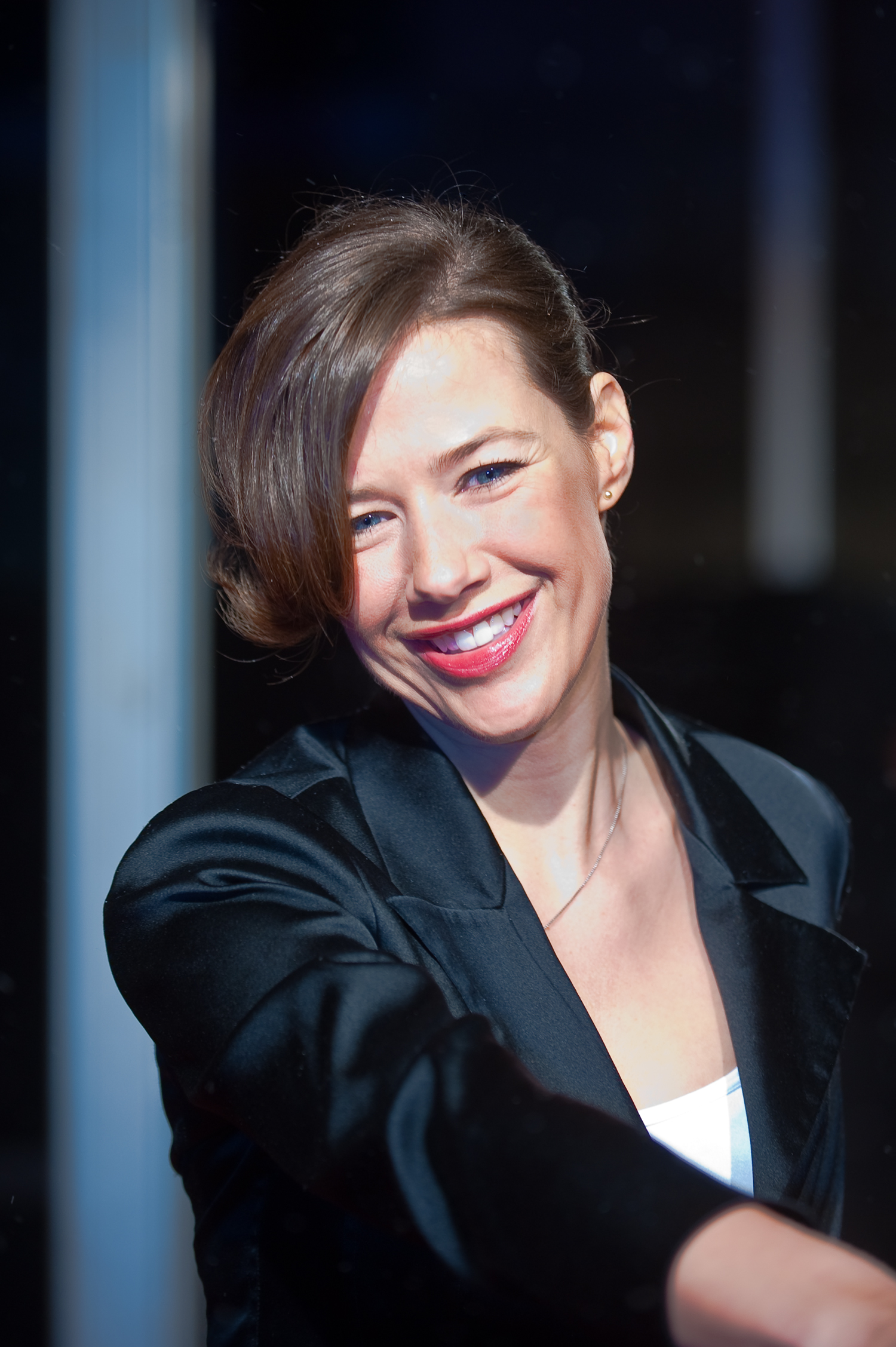
Neldel auf der Berlinale 2010

### Kinofilme
- 1999: Bang Boom Bang – Ein todsicheres Ding
- 2000: Flashback – Mörderische Ferien
- 2000: Erkan & Stefan
- 2001: Lammbock – Alles in Handarbeit
- 2003: Der letzte Lude
- 2003: Sie haben Knut
- 2004: Samba in Mettmann
- 2004: Autobahnraser
- 2005: Barfuss
- 2006: Goldene Zeiten
- 2007: Meine schöne Bescherung
- 2008: Märzmelodie
- 2012: Schatzritter und das Geheimnis von Melusina
- 2012: Unter Frauen
- 2017: Lommbock
- 2020: Takeover – Voll Vertauscht
- 2023: Caveman

### Fernsehfilme
- 1998: Die Mädchenfalle – Der Tod kommt online
- 1998: Das Miststück
- 1999: Doggy Dog – Eine total verrückte Hundeentführung
- 2000: Heimliche Küsse – Verliebt in ein Sex-Symbol
- 2001: Verliebte Jungs
- 2001: Die Großstadt-Sheriffs
- 2002: Rosamunde Pilcher: Wenn nur noch Liebe zählt
- 2004: Nachtschicht – Vatertag
- 2005: Scharf wie Chili
- 2005: Comedy-Schiff (Sketch Comedy)
- 2006: Verliebt in Berlin – Das Ja-Wort
- 2006: Die ProSieben Märchenstunde – Der Froschkönig
- 2007: Zodiak – Der Horoskop-Mörder (4-Teiler)
- 2009: Die Rebellin (3-Teiler)
- 2009: Killerjagd. Töte mich, wenn du kannst
- 2010: Killerjagd. Schrei, wenn du dich traust
- 2010: Die Wanderhure
- 2010: Glückstreffer – Anne und der Boxer
- 2011: Bollywood lässt Alpen glühen
- 2011: Buschpiloten küsst man nicht
- 2012: Die Rache der Wanderhure
- 2012: Das Vermächtnis der Wanderhure
- 2013: Der Minister
- 2013: Die verbotene Frau
- 2014: Gegen den Sturm!
- 2015–2016: Einfach Rosa (Filmreihe)
- 2016: Das Mädchen aus dem Totenmoor
- 2021: Herzkino.Märchen: Die Sterntaler des Glücks

- 2023: ECHT – Unsere Jugend

### Serien
- 1996–1999: Gute Zeiten, schlechte Zeiten (677 Episoden; Episoden 1072–1749)
- 2000–2001: OP ruft Dr. Bruckner (5 Episoden; Episoden 35–40; Staffel 3–4)
- 2002: Ein Fall für zwei (Episode 198)
- 2003: SOKO 5113 (Episode 293)
- 2004–2005: Berlin, Berlin (28 Episoden; Episoden 59–86; Staffel 3–4)
- 2005–2006, 2007: Verliebt in Berlin (379 Episoden; Episoden 1–364, 519–534, Spielfilm; Staffel 1, 2)
- 2008: Unschuldig (12 Episoden; Staffel 1)
- 2024: Viktor bringt’s (Amazon-Prime-Serie, Staffel 1, Folge 8)

### Synchronisation
- 2000: Titan A.E. als Akima (Drew Barrymore)
- 2001: Dr. Dolittle 2 als Eichhörnchen, Taube, Kaninchen
- 2005: Verliebt in Berlin (PC-Adventure-Spiel)
- 2006: Jagdfieber als Beth (Debra Messing)
- 2010: Rapunzel – Neu verföhnt als Rapunzel (Mandy Moore)
- 2018: Die sagenhaften Vier als Marnie

## Hörbücher
- 2014: Prinzessin Fibi – Der verliebte Drache und andere Abenteuer. Sauerländer audio - Argon Verlag.
- 2017: Rapunzel – Neu verföhnt (Roman zum Film), Hörverlag, ISBN 978-3-8445-2833-6.
- 2020: Disney Prinzessin: Die schönsten Geschichten. Gemeinsam mit Gabrielle Pietermann, Friederike Walke, Marion Martienzen. der Hörverlag, ISBN 978-3-8445-3943-1.

## Auszeichnungen
- 1997: Bravo Otto in Silber in der Kategorie TV-Star weiblich
- 1998: Bravo Otto in Silber in der Kategorie TV-Star weiblich
- 2005: Undine Award – Beste jugendliche Nebendarstellerin in einem Kinospielfilm für Barfuss
- 2005: Maxim – Woman of the Year – Frau des Jahres
- 2005: Deutschen Fernsehpreis – Beste tägliche Serie als Ensemblemitglied von Verliebt in Berlin
- 2005: Bravo Otto in Silber in der Kategorie TV-Star weiblich
- 2006: Rose d’Or – Beste europäische Serie als Ensemblemitglied von Verliebt in Berlin
- 2006: Rose d’Or – Beste Soap-Darstellerin für Verliebt in Berlin
- 2006: Berliner Bär (B.Z.-Kulturpreis) in der Kategorie TV
- 2008: Bayerischer Fernsehpreis – Beste Schauspielerin in der Kategorie Serien und Reihen für Unschuldig
- 2011: Nominierung für den Deutschen Fernsehpreis in der Kategorie Beste Schauspielerin für Die Wanderhure